# William Daniels
William David Daniels, född 31 mars 1927 i Brooklyn i New York, är en amerikansk skådespelare. Han har vunnit två Emmy Award, 1985 och 1986, för sin roll i TV-serien St. Elsewhere.
Daniels har bland annat spelat läraren George Feeny i Här är ditt liv, Cory (Boy Meets World) från 1993 till 2000. Han är dessutom känd för att ha spelat rösten till K.I.T.T. i TV-serien Knight Rider.
Han var ordförande för fackföreningen Screen Actors Guild 1999–2001.

## Filmografi (urval)
- 1967 – Mandomsprovet
- 1969 – Vem blir nästa offer, Marlowe?
- 1972 – 1776
- 1974 – Sista vittnet
- 1977 – Svart söndag
- 1977 – Min polare Gud
- 1980 – Den blå lagunen
- 1981 – Reds
- 1982–1986 – Knight Rider (TV-serie) (röst)
- 1982–1988 – St. Elsewhere (TV-serie)
- 1989 – Hennes alibi
- 1991 – Knight Rider 2000
- 1993–2000 – Här är ditt liv, Cory (TV-serie)
- 2006 – The Benchwarmers
- 2007 – Blades of Glory